# 시바모토 렌
시바모토 렌(일본어: 芝本 蓮, 1999년 7월 22일~)는 일본의 축구 선수이다.

## 구단 경력
그는 2018년 J1리그의 감바 오사카에 입단했다. 2021년부터 2022년까지 SC 사가미하라와 후지에다 MYFC에서 뛰었다. 2023년 일본 풋볼 리그의 FC 티아모 히라카타로 이적했다.